# Jamaica Say You Will
Jamaica Say You Will es el quinto álbum de estudio del músico británico Joe Cocker, publicado por la compañía discográfica A&M Records y Cube Records en abril de 1975. Las canciones del álbum proceden de las mismas sesiones de grabación de su anterior álbum, I Can Stand a Little Rain (1974), aunque, sin embargo, no obtuvo su mismo éxito, alcanzando solo el puesto 42 en la lista estadounidense Billboard 200.
El álbum incluyó la participación de Randy Newman, así como la colaboración en la sección rítmica de The Kingpins, conocidos anteriormente como el grupo de respaldo de King Curtis, con Bernard Purdie a la batería.

## Lista de canciones
1. "(That's What I Like) In My Woman" (Matthew Moore) – 3:24
2. "Where Am I Now" (Jesse Ed Davis) – 4:14
3. "I Think It's Going to Rain Today" (Randy Newman) – 3:59
4. "Forgive Me Now" (Matthew Moore) – 3:24
5. "Oh Mama" (Jim Price) – 4:10
6. "Lucinda" (Randy Newman) – 3:53
7. "If I Love You" (Daniel Moore) – 3:55
8. "Jamaica Say You Will" (Jackson Browne) – 4:15
9. "It's All Over But the Shoutin'" (Joe Hinton, Johnny Bristol) – 3:54
10. "Jack-A-Diamonds" (Daniel Moore) – 3:35

## Personal
- Joe Cocker: voz.
- Ben Benay: guitarra y armónica.
- Jim Price: teclados y coros.
- Dan Sawyer: guitarra.
- Matthew Moore: coros.
- Jim Horn: saxofón alto.
- Daniel Moore: guitarra y coros.
- Henry McCullough: guitarra.
- Trevor Lawrence: saxofón tenor.
- Cynthia Barclay: coros.
- Bobby Keys: saxofón tenor.
- Chris Stewart: bajo.
- Richard Tee: teclados.
- Chuck Rainey: bajo.
- Steve Madaio: trompeta.
- Sherlie Matthews: coros.
- Carol Stallings: coros.
- Jean Alain Roussel: órgano.
- Cornell Dupree: guitarra.
- Peggy Sandvig: orquestación.
- Nicky Hopkins: piano.
- Bernard "Pretty" Purdie: batería.
- Buzz Clifford: coros.
- Don Poncher: percusión.
- Joanne Bell: coros.
- Jim Karstein: batería.
- Clydie King: coros.
- Dave McDaniel: bajo.
- Venetta Fields: coros.
- Joe Correro: batería.
- Sid Sharp: orquestación.

## Posición en listas
| País           | Lista         | Posición |
| -------------- | ------------- | -------- |
| Estados Unidos | Billboard 200 | 42       |